# بار هيل (كامبريدجشير)
بار هيل (بالإنجليزية: Bar Hill)‏ هي قرية وأبرشية مدنية تقع في المملكة المتحدة في إنجلترا. يقدر عدد سكانها بـ 4,032 نسمة .